# نجمة الظلام (كهف)
كهف نجمة الظلام هو اسم نظام كهف يقع في سلسلة بويزونتوف في أوزبكستان، على بعد 350 كيلومترًا (220 ميلًا) من العاصمة طشقند، بالقرب من قرية بويسون.